# A Woman a Man Walked By
 (avril 2017).
Si vous disposez d'ouvrages ou d'articles de référence ou si vous connaissez des sites web de qualité traitant du thème abordé ici, merci de compléter l'article en donnant les références utiles à sa vérifiabilité et en les liant à la section « Notes et références ».
Albums par PJ Harvey
White Chalk
(2007) Let England Shake
(2011)
Albums par John Parish
About Anything (Marta Collica)
(2009) She, A Chinese (Original Soundtrack)
(2010)
Singles
1. Black Hearted Love
Sortie : 13 avril 2009

A Woman a Man Walked By est un album de la chanteuse et auteure-compositrice britannique de rock alternatif PJ Harvey en collaboration avec le musicien et producteur anglais John Parish, sorti le 30 mars 2009 chez Island Records.

## Liste des titres
Toutes les paroles sont écrites par PJ Harvey, toute la musique est composée par John Parish.
| 1.    | Black Hearted Love                                                        | 4:40 |
| 2.    | Sixteen, Fifteen, Fourteen                                                | 3:35 |
| 3.    | Leaving California                                                        | 3:56 |
| 4.    | The Chair                                                                 | 2:29 |
| 5.    | April                                                                     | 4:41 |
| 6.    | A Woman a Man Walked By / The Crow Knows Where All the Little Children Go | 4:47 |
| 7.    | The Soldier                                                               | 3:55 |
| 8.    | Pig Will Not                                                              | 3:50 |
| 9.    | Passionless, Pointless                                                    | 4:19 |
| 10.   | Cracks in the Canvas                                                      | 1:54 |
| 38:06 |                                                                           |      |

## Crédits

### Membres du groupe
- PJ Harvey : chant
- John Parish : guitares, batterie, orgue, ukulélé, banjo

### Musiciens additionnels
- Eric Drew Feldman : basse sur Black Hearted Love, clavier sur April
- Carla Azar : batterie sur Black Hearted Love et April
- Giovanni Ferrario : guitare sur Black Hearted Love, basse sur April
- Jean-Marc Butty : batterie (live sur A Woman a Man Walked By)

### Équipes technique et production
- Production : Flood, John Parish, PJ Harvey
- Enregistrement : Ali Chant assisté de John Parish et PJ Harvey
- Mixage : Flood assisté de Andrew Savours et Catherine Marks
- Mastering : John Dent
- Photographie, Design : Maria Mochnacz, Rob Crane